# Gouvernement Madrid
 Castille-et-León
Création Nalda
Le gouvernement Madrid est le gouvernement de Castille-et-León entre le 1er juin 1983 et le 25 novembre 1986, durant la Ire législature des Cortes de Castille-et-León. Il est présidé par Demetrio Madrid.

## Historique
Investi président de la Junte le 23 mai 1983, Demetrio Madrid annonce la composition de son gouvernement le 1er juin suivant. La nomination des conseillers prend effet le même jour après publication au bulletin officiel de Castille-et-León (BOCyL),,.

## Composition

### Initiale
| Fonction                                                                    | Titulaire | Titulaire                         | Parti |
| --------------------------------------------------------------------------- | --------- | --------------------------------- | ----- |
| Président                                                                   |           | Demetrio Madrid                   | PSOE  |
| Conseiller à la Gouvernance intérieure et aux Administrations territoriales |           | José Constantino Nalda            | PSOE  |
| Conseiller à l'Économie, aux Finances et au Commerce                        |           | Francisco Javier Paniagua Íñiguez | PSOE  |
| Conseiller à l'Agriculture, à l'Élevage et aux Montagnes                    |           | Jaime González González           | PSOE  |
| Conseiller à l'Éducation et à la Culture                                    |           | Justino Burgos González           | PSOE  |
| Conseiller au Bien-être social                                              |           | Iginio Santos Rodríguez           | PSOE  |
| Conseiller à l'Industrie et à l'Énergie                                     |           | Dativo Martín Giménez             | PSOE  |
| Conseiller aux Travaux publics et à l'Organisation du territoire            |           | Antonio de Meer Lecha-Marzo       | PSOE  |
| Conseiller à la Présidence                                                  |           | Francisco Javier Vela Santamaría  | PSOE  |
| Conseiller aux Transports, au Tourisme et aux Communications                |           | Juan Antonio Lorenzo Martín       | PSOE  |

### Remaniement du5 septembre 1984
- Les nouveaux conseillers sont indiqués en gras, ceux ayant changé d'attributions en italique.

| Fonction                                                                | Titulaire | Titulaire                         | Parti |
| ----------------------------------------------------------------------- | --------- | --------------------------------- | ----- |
| Président                                                               |           | Demetrio Madrid                   | PSOE  |
| Vice-président Conseiller à l'Agriculture, à l'Élevage et aux Montagnes |           | Jaime González González           | PSOE  |
| Conseiller à la Présidence et aux Administrations territoriales         |           | José Constantino Nalda            | PSOE  |
| Conseiller à l'Économie et aux Finances                                 |           | Francisco Javier Paniagua Íñiguez | PSOE  |
| Conseiller à l'Éducation et à la Culture                                |           | Justino Burgos González           | PSOE  |
| Conseiller au Bien-être social                                          |           | Iginio Santos Rodríguez           | PSOE  |
| Conseiller à l'Industrie, à l'Énergie et au Travail                     |           | Dativo Martín Giménez             | PSOE  |
| Conseiller aux Travaux publics et à l'Organisation du territoire        |           | Antonio de Meer Lecha-Marzo       | PSOE  |
| Conseiller aux Transports, au Tourisme et au Commerce                   |           | Juan Antonio Lorenzo Martín       | PSOE  |